# Viva la Vida

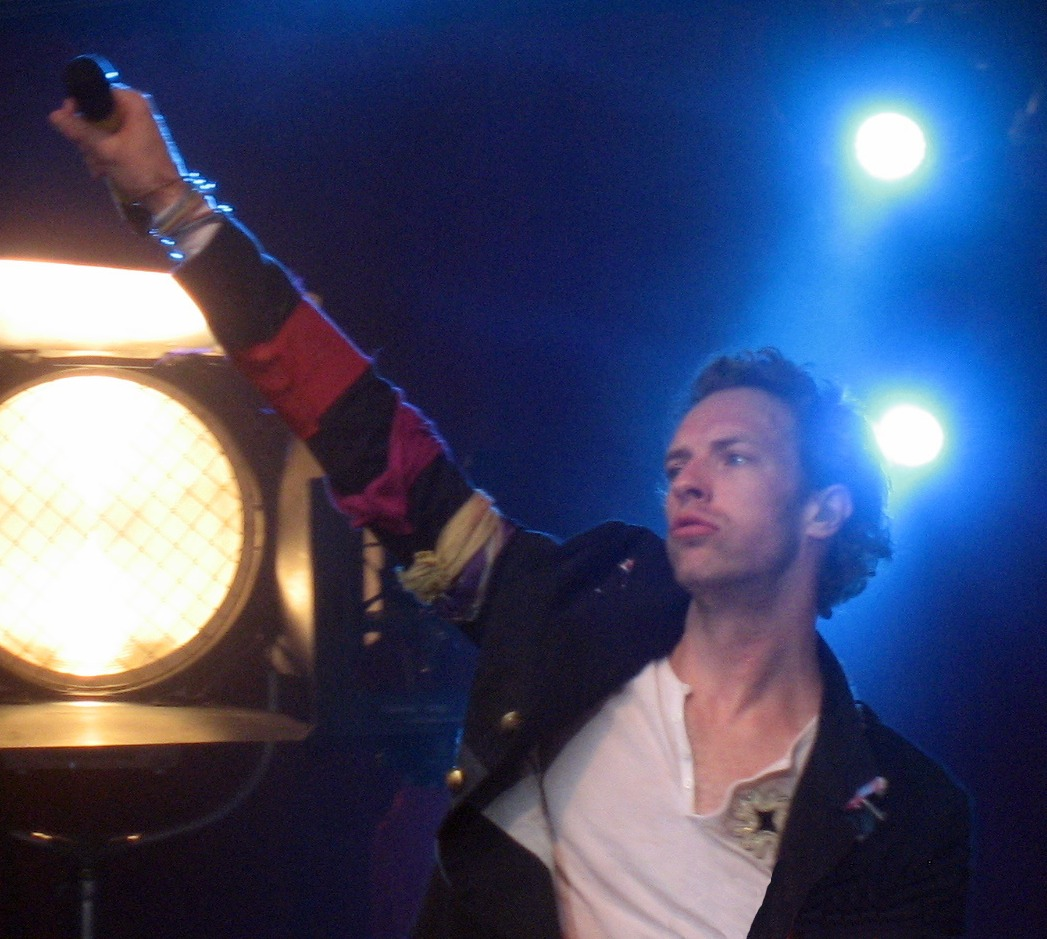
Chris Martin framför "Viva la Vida" 2008.

Viva la Vida (svenska: Länge leve livet) är en sång av den engelska alternativ rock-gruppen Coldplay. Sången är skriven av samtliga bandmedlemmar till deras fjärde album Viva la Vida or Death and All His Friends. Melodin är byggd på en upprepande violinslinga, som är uppstöttad av en ihållande bastrummetakt, kyrkklockor och basgitarr. Singeln släpptes 7 maj 2008 som den andra singeln från Viva la Vida or Death and All His Friends  och nådde förstaplatsen på både Englandslistan och Amerikanska Billboard Hot 100. Namnet "Viva la vida!" är spanska och betyder "Lev livet!" Låten blev nummer 2 på Trackslistans årslista för 2008. 2009 släppte Darin en cover på låten och det var inte förrän då låten nådde förstaplatsen på den svenska singellistan.
Joe Satriani hävdar att låten är ett plagiat av hans egen låt "If I Could Fly" som släpptes 2005, något som Coldplay själva förnekar.

## Viva la vidas mening och budskap

### Låttexten
En kort sammanfattning av låttexten lyder att låten handlar om en väldigt mäktig person som i ena stunden är en kung som kan göra i princip vad den behagar och i andra stunden har personen förlorat allt är på väg att bli avrättad. Bandet Coldplay som skapat låten menar dock på att personen i låten inte föreställer någon specifik kung i historien utan representerar föreställningen av kungamakten.

### Låttiteln
Ursprunget i att bandet valde att döpa låten till ”Viva la vida” handlar inte bara om att det betyder ”lev livet” utan inspirationen till låttiteln hämtades från den mexikanska konstnären Frida Kahlos målning föreställande sju meloner i olika färger former och konstellationer. På melonen längst fram står det ”Viva la Vida”. Bandets sångare Chris Martin berättade i en intervju med Rolling Stone att han älskade djärvheten i att Frida Kahlo målade en tavla där det stod ”lev livet” när hon själv i större delen av sitt liv led av kroniska smärtor då hon vid 18 års ålder råkade ut för en trafikolycka som gjorde att hon bland annat fick en bruten ryggrad.

### Albumets omslag

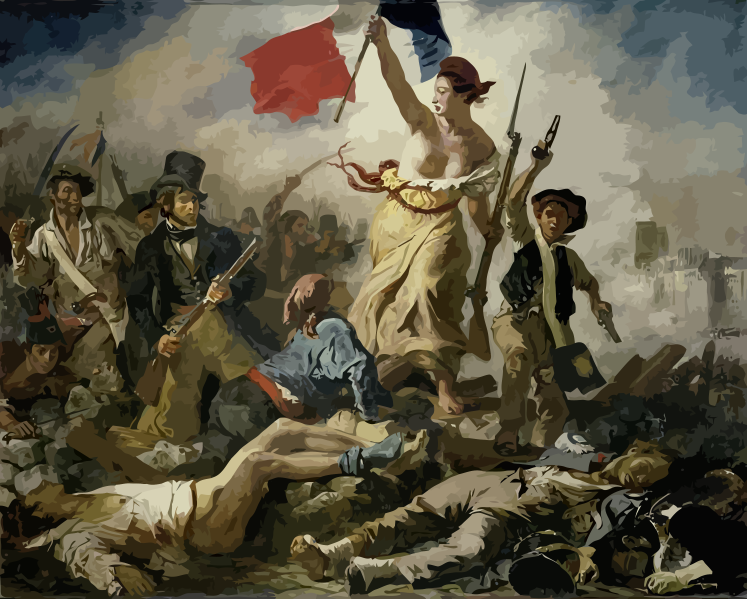
”Friheten på barrikaderna” målad av Eugène Delacroix år 1830.

Omslaget pryds av Eugène Delacroixs målning ”Friheten på barrikaderna” från 1830. Målningen föreställer en kvinna som håller den franska trikoloren i ena handen och ett gevär i den andra och leder folket över de stupade. Kvinnan symboliserar friheten i Frankrike i samband med julirevolutionen 1830 vilket också förtydligas med att kvinnan bär en så kallad frihetsmössa.

### Budskapet
I en intervju med Chris Martin gjord av The Times från 2008 säger han att han ser personen i låten som en avsatt diktator drivande fram på gatorna han förut ägde som en väldigt positiv sak. Chris Martin förklarar att han ser låten som en sång som handlar om att ”vända blad”. Det är personens chans att börja om på nytt och agera och bete sig på ett bättre sätt. Martin säger om personen i låten att ”det är som att jag har trasslat till det, och jag vet att jag kommer att bli straffad för det, men det gör inget eftersom jag kan få upprättelse”. Trummisen Will Champion berättade i en intervju med Q magazine från 2008 att ett tema i låten är att ”försöka att komma ihåg vad som är viktigt i ditt liv, istället för att fastna i det som är oviktigt”.

## Listplaceringar
| Lista (2009) | Topplacering        |
| ------------ | ------------------- |
| Sverige      | 1 (Darins version). |

## Andra tolkningar
- I Dansbandskampen 2009 framfördes låten av Torgny Melins, ett band som 2010 även tog med låten på albumet Dansbandsnatt[8].
- Darin spelade in en cover på låten 2009, som toppade den svenska singellistan.